# Samo Chalupka

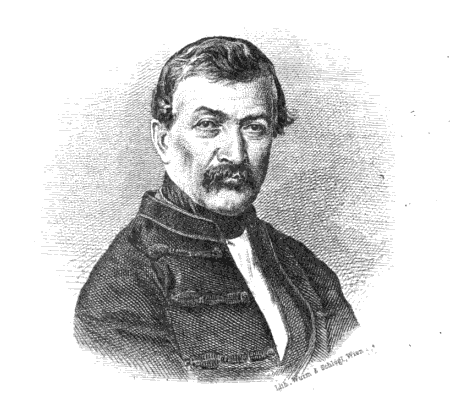
Samo Chalupka

Samo Chalupka (* 27. Februar 1812 in Horná Lehota, Königreich Ungarn; † 10. Mai 1883 in Horná Lehota, Königreich Ungarn) war ein evangelisch-lutherischer Pfarrer und Dichter und wie sein älterer Bruder Ján Chalupka ein wichtiger Vertreter der slowakischen Nationalbewegung. Er schrieb ausschließlich in der slowakischen Sprache, die in der nach Ľudovít Štúr benannten Generation erst kodifiziert wurde.

## Leben
Chalupka studierte in Gemer, Käsmark, Rosenau und schließlich am evangelischen Lyzeum in Pressburg Theologie und Philosophie. Er beteiligte sich am Novemberaufstand in Polen und wurde bei den Kämpfen in Galizien verwundet. Nach der Rückkehr beendete er im Jahr 1834 seine Studien in Wien.
Er amtete zunächst als evangelischer Kaplan in Chyžné, dann in den Jahren 1836–1840 als Pfarrer in Jelšavská Teplica. Nach dem Tod seines Vaters übernahm er die Pfarrei von Horná Lehota, wo er bis zu seinem Tod als Pfarrer diente.

## Werke (Auswahl)
- 1834 – Koníku moj vraný
- 1834 – Nářek slovenský
- 1834 – Píseň vojenská
- 1864 – Mor ho!
- 1868 – Spevy, eine Sammlung mit vielen Gedichten, unter anderen:
  - Likavský väzeň
  - Kráľoholská
  - Branko
  - Kozák
  - Turčín Poničan
  - Boj pri Jelšave
  - Odboj Kupov